# Microctenopoma intermedium
Microctenopoma intermedium är en fiskart som först beskrevs av Pellegrin 1920.  Microctenopoma intermedium ingår i släktet Microctenopoma och familjen Anabantidae. IUCN kategoriserar arten globalt som livskraftig. Inga underarter finns listade i Catalogue of Life.